# Valentin Krempl
Valentin Krempl (Rosenheim, 15 aprile 1904 – 31 dicembre 1945) è stato un bobbista tedesco.

## Biografia
Campione tedesco nel bob a quattro nel 1938, ai II Giochi olimpici invernali (edizione disputatasi nel 1928 a Sankt Moritz, Svizzera) vinse la medaglia di bronzo nel Bob a 4 con i connazionali Hanns Kilian, Hans Heß, Sebastian Huber e Hans Nägle partecipando nella prima squadra tedesca, arrivando dietro alle due statunitensi.
Il tempo totalizzato fu di 3:21,9, con un minimo distacco dalla prima e seconda nazionale classificata (3:20,5 e 3:21,0 gli altri tempi medagliati).